# Niviventer niviventer
Niviventer niviventer је врста глодара из породице мишева (лат. Muridae). 

## Распрострањење
Врста је присутна у Бутану, Индији и Непалу.

## Станиште
Врста Niviventer niviventer има станиште на копну.
Врста је по висини распрострањена од нивоа мора до 3.600 метара надморске висине. 

## Угроженост
Ова врста није угрожена, и наведена је као последња брига јер има широко распрострањење.

### Популациони тренд
Популациони тренд је за ову врсту непознат.